# 阿卜杜勒拉烏夫·本吉特
阿卜杜勒拉烏夫·本吉特（英語：Abdelraouf Benguit，1996年4月5日—）為阿爾及利亞足球運動員，目前效力於突尼甲球隊艾斯柏蘭斯，目前也為阿爾及利亞23歲以下足球代表隊成員。

## 國家隊生涯
2015年11月本吉特被選入在塞內加爾舉行的2015年非洲U-23國家盃國家隊名單。

## 外部連結
- 阿卜杜勒拉烏夫·本吉特頁面在DZFoot.com （法文）